# یواس‌اس شروزبری (اس‌پی-۷۰)
یواس‌اس شروزبری (اس‌پی-۷۰) (به انگلیسی: USS Shrewsbury (SP-70)) یک کشتی بود که طول آن ۹۸ فوت (۳۰ متر) بود. این کشتی در سال ۱۹۱۰ ساخته شد.